# Salamanca (Spiel)
Salamanca ist ein Brettspiel in der Form eines Legespiels von Spieleautor Stefan Dorra, das 2006 bei Zoch erschienen ist. Das Spiel für 2–5 Spieler ab 10 Jahren dauert 45–60 Minuten. Innovativ ist das Verfahren, wie die Spielreihenfolge in jeder Runde ermittelt wird. 

## Thema und Ausstattung
Die Spieler betreiben Bauernhöfe, Burgen und Klöster in der kastilischen Landschaft. Erträge kommen von Äckern und Weideland für angrenzende Bauernhöfe, Seen und Wäldern für die Burgen und Weinbergen für die Kloster. An einem gutgehenden Betrieb kann sich ein anderer Spieler beteiligen, indem er seinen Gutsverwalter (span.: Conde) auf das Gebäude setzt. Und die Spieler kontrollieren vier Plagen (Gift, Ratten, Heuschrecken und der Verfall eines Bauwerks zur Ruine), die den Wert eines Betriebs deutlich vermindern können.
Die Gebäude und Landschaften werden durch quadratische Plättchen dargestellt, die Spielfiguren sind aus farbig lackiertem Holz. 

## Spielablauf
Das Spiel beginnt mit einem fast leeren Spielbrett. Die Spieler setzen im Laufe der Zeit Bauwerke der oben genannten Typen Bauernhof, Burg und Kloster neben die schon vorgegebenen landwirtschaftlichen Nutzflächen und erweitern diese Flächen. Dabei können Nutzflächen an mehrere Betriebe angrenzen, sie zählen dann für alle Höfe, Burgen oder Klöster. Durch Wertungen werden einige der Ablageplätze später wieder frei, die normalen Äcker, Weiden, Seen, Wälder und Weinberge bleiben bis Spielende liegen.
Jede Spielrunde besteht aus fünf Phasen: 
1. Die Auslage von der letzten Runde wird mit so vielen Landschaftsplättchen aufgefüllt, wie Spieler am Tisch sitzen. Wenn noch Plättchen von der letzten Runde ausliegen, wird ein neues Plättchen auf das bereits liegende platziert
2. Jeder Spieler spielt eine seiner Spielkarten, mit denen die Reihenfolge für diese Runde festgelegt wird. Hohe Werte geben Priorität, niedrige Werte haben Sonderfunktionen. Der Spieler mit dem niedrigsten ausgespielten Wert darf in der nächsten Phase nicht nur eine, sondern zwei Funktionen seiner Karte nutzen
3. Die Spieler agieren nach der oben festgelegten Reihenfolge: Jeder Spieler kann entweder 
  - Ausliegende Landschaftsplättchen aufnehmen und Gebäude oder Landschaften ausbauen und das neue Gebäude mit einem seiner drei Gutsherren besetzen oder ein bestehendes Gebäude verkaufen oder
  - Den Gutsverwalter bei einem Gebäude eines anderen Spielers einsetzen oder
  - Die Sonderfunktion seiner in Phase 2 gelegten Karte nutzen (insbesondere die Plagen versetzen).
4. Die eben benutzte Karte aus Phase 2 wird an den rechten Nachbarn weitergegeben. Dadurch sind alle Karten jederzeit im Spiel und wer eine wertvolle Karte nutzt, muss akzeptieren, dass sie im nächsten Zug dem neben ihm sitzenden Gegner zur Verfügung steht.
5. Die Gebäude werden gewertet. Punkte gibt es nur für Gebäude, an die große zusammenhängende Landschaftstypen angrenzen. Der Gutsherr bekommt 2 Dublonen pro wertvollem Gebäude, ein Conde noch eine.

Das Spiel endet, wenn alle Landschaftsplättchen verbraucht sind. Es gewinnt, wer dann die meisten Dublonen eingestrichen hat.
Für das Spiel zu zweit gibt es Sonderregeln.

## Zielgruppe
Salamanca ist ein komplexeres unter den Familienspielen. Durch den Conde kann sich ein Spieler am Erfolg des Betriebes eines anderen beteiligen und so ein konstruktives Interesse erwerben. Destruktive Züge hat der Einsatz der Plagen. Dabei kommt es entscheidend darauf an, wann der Spieler einen Betrieb verkauft und damit wertet. Die Vielfalt der Optionen und die taktischen Möglichkeiten erlauben einen abwechslungsreichen Spielverlauf.